# Biston subrobustum
Biston subrobustum là một loài bướm đêm trong họ Geometridae.